# Grossräschen
Grossräschen (tyska: Großräschen, lågsorbiska: Rań) är en stad i östra Tyskland, belägen i regionen Niederlausitz.  Administrativt tillhör staden Landkreis Oberspreewald-Lausitz i södra delen av förbundslandet Brandenburg.

## Historia
Orten bestod ursprungligen av två byar, Kleinräschen, den äldre, som ursprungligen var en slavisk bosättning, och den senare tillkomna Grossräschen.   Trakten utvecklade under 1800-talet en gruvindustri inriktad på brunkolsbrytning, lerbrytning för tegelindustrin och en glasindustri.  Byarna slogs samman administrativt 1925 och fick stadsrättigheter 1965 under Östtyskland.  Till följd av brunkolsbrytningen tvångsförflyttades många invånare från den södra delen av staden till nybyggda Plattenbauten i norra delen av staden under 1980-talet.  Sedan Tysklands återförening 1990 har stora delar av stadens industrier lagts ned, och befolkningen har minskat med över en tredjedel.